# Sainte-Cérotte
Sainte-Cérotte és un municipi francès situat al departament del Sarthe i a la regió de País del Loira. L'any 2007 tenia 324 habitants.

## Demografia

### Població
El 2007 la població de fet de Sainte-Cérotte era de 324 persones. Hi havia 140 famílies de les quals 32 eren unipersonals (20 homes vivint sols i 12 dones vivint soles), 60 parelles sense fills, 44 parelles amb fills i 4 famílies monoparentals amb fills.
La població ha evolucionat segons el següent gràfic:
Habitants censats

### Habitatges
El 2007 hi havia 175 habitatges, 141 eren l'habitatge principal de la família, 21 eren segones residències i 13 estaven desocupats. 171 eren cases i 2 eren apartaments. Dels 141 habitatges principals, 120 estaven ocupats pels seus propietaris, 18 estaven llogats i ocupats pels llogaters i 3 estaven cedits a títol gratuït; 1 tenia una cambra, 15 en tenien dues, 29 en tenien tres, 44 en tenien quatre i 52 en tenien cinc o més. 112 habitatges disposaven pel capbaix d'una plaça de pàrquing. A 63 habitatges hi havia un automòbil i a 72 n'hi havia dos o més.

### Piràmide de població
La piràmide de població per edats i sexe el 2009 era:
| Homes | Edats   | Dones |
| ----- | ------- | ----- |
| 0     | 95 o +  | 0     |
| 0     | 90 a 94 | 0     |
| 0     | 85 a 89 | 8     |
| 0     | 80 a 84 | 4     |
| 8     | 75 a 79 | 4     |
| 16    | 70 a 74 | 24    |
| 4     | 65 a 69 | 4     |
| 0     | 60 a 64 | 0     |
| 4     | 55 a 59 | 4     |
| 8     | 50 a 54 | 12    |
| 24    | 45 a 49 | 8     |
| 4     | 40 a 44 | 16    |
| 16    | 35 a 39 | 4     |
| 16    | 30 a 34 | 16    |
| 12    | 25 a 29 | 4     |
| 8     | 20 a 24 | 12    |
| 20    | 15 a 19 | 4     |
| 4     | 10 a 14 | 8     |
| 16    | 5 a 9   | 12    |
| 4     | 0 a 4   | 16    |

## Economia
El 2007 la població en edat de treballar era de 208 persones, 173 eren actives i 35 eren inactives. De les 173 persones actives 166 estaven ocupades (89 homes i 77 dones) i 7 estaven aturades (4 homes i 3 dones). De les 35 persones inactives 21 estaven jubilades, 9 estaven estudiant i 5 estaven classificades com a «altres inactius».

### Ingressos
El 2009 a Sainte-Cérotte hi havia 145 unitats fiscals que integraven 342 persones, la mediana anual d'ingressos fiscals per persona era de 17.836,5 €.

### Activitats econòmiques
Dels 13 establiments que hi havia el 2007, 1 era d'una empresa extractiva, 1 d'una empresa alimentària, 2 d'empreses de fabricació d'altres productes industrials, 5 d'empreses de construcció, 2 d'empreses de comerç i reparació d'automòbils, 1 d'una empresa d'hostatgeria i restauració i 1 d'una empresa classificada com a «altres activitats de serveis».
Dels 7 establiments de servei als particulars que hi havia el 2009, 1 era un taller de reparació d'automòbils i de material agrícola, 1 paleta, 1 guixaire pintor, 1 fusteria, 1 electricista, 1 perruqueria i 1 restaurant.
L'any 2000 a Sainte-Cérotte hi havia 12 explotacions agrícoles.

## Poblacions més properes
El següent diagrama mostra les poblacions més properes.